# DivX

Logotipo do DivX

DivX é um codec de vídeo criado pela DivX, Inc. Ele foi produzido para ser usado em compactação de vídeo digital, deixando os vídeos com qualidade, apesar da alta compactação, utilizada para ocupar menos espaço no Disco rígido. Para alcançar tal compactação é necessário muito processamento, o que pode fazer com que um computador tecnologicamente defasado demore para realizar a operação ou tenha dificuldades para realizar a exibição. O DivX é compatível com Windows, Linux, Solaris e Mac OS X.
Atualmente os arquivos DivX estão amplamente presentes nas redes dos programas de P2P, devido ao seu reduzido tamanho e à ótima qualidade.
A licença do DivX é Freeware ou Software gratuito.

## Método de compactação
O método de compactação DIVX funciona como um MP3 para vídeo. Mas, ao contrário do MP3, que apaga sons sobrepostos que nosso cérebro não conseguiria reconhecer, o DIVX torna repetitivas as imagens que não se modificam no decorrer dos frames (quadros) que formam o vídeo. Simplificando: tomando-se uma cena onde a câmera é estática e fundo não se modifica, o codec DIVX grava um único frame dessa imagem e repete-o até a imagem sofrer alguma alteração. Na mesma cena, caso haja uma pessoa andando, somente os pixels em que sua imagem se sobrepõe são modificados. O resto da cena pode ser considerado, grosseiramente, como uma foto estática ao fundo do vídeo. Desta forma, são guardados muito menos dados pelo vídeo compactado, resultando um arquivo de tamanho reduzido com uma perda de qualidade pequena.
Assim como que em outros programas e plug-ins encontrados na Internet, para se converter um arquivo de vídeo em formato não compactado para um em DivX é preciso comprar o DivX Codec que é o software responsável por esta tarefa, porém, se seu objetivo é apenas o de assistir os vídeos já compactados em DivX, é possível se fazer o download gratuito do tocador (player) no site oficial da DivX, Inc ou em quaisquer sites de downloads.

## Gratuito x Lucrativo
Quando o criador do DivX, o francês Jérome Rota, desenvolveu o formato a partir do MPEG-4 da Microsoft, o codec não tinha fins lucrativos. Dessa forma, qualquer pessoa com conhecimento necessário poderia utilizar e alterar o processo de compressão em DivX. No entanto, a criação de Rota ficou famosa, e ele resolveu refazer tudo do zero e se livrar das dependências legais da empresa de Bill Gates.
Com isso, nasceu a DivX Inc. que hoje produz o software de mesmo nome para compactar vídeos. Dessa forma, a ferramenta não é mais gratuita, mas a empresa ainda distribui o pacote de codecs e o player sem cobrar nada dos internautas.